# St Ives (Cornualha)

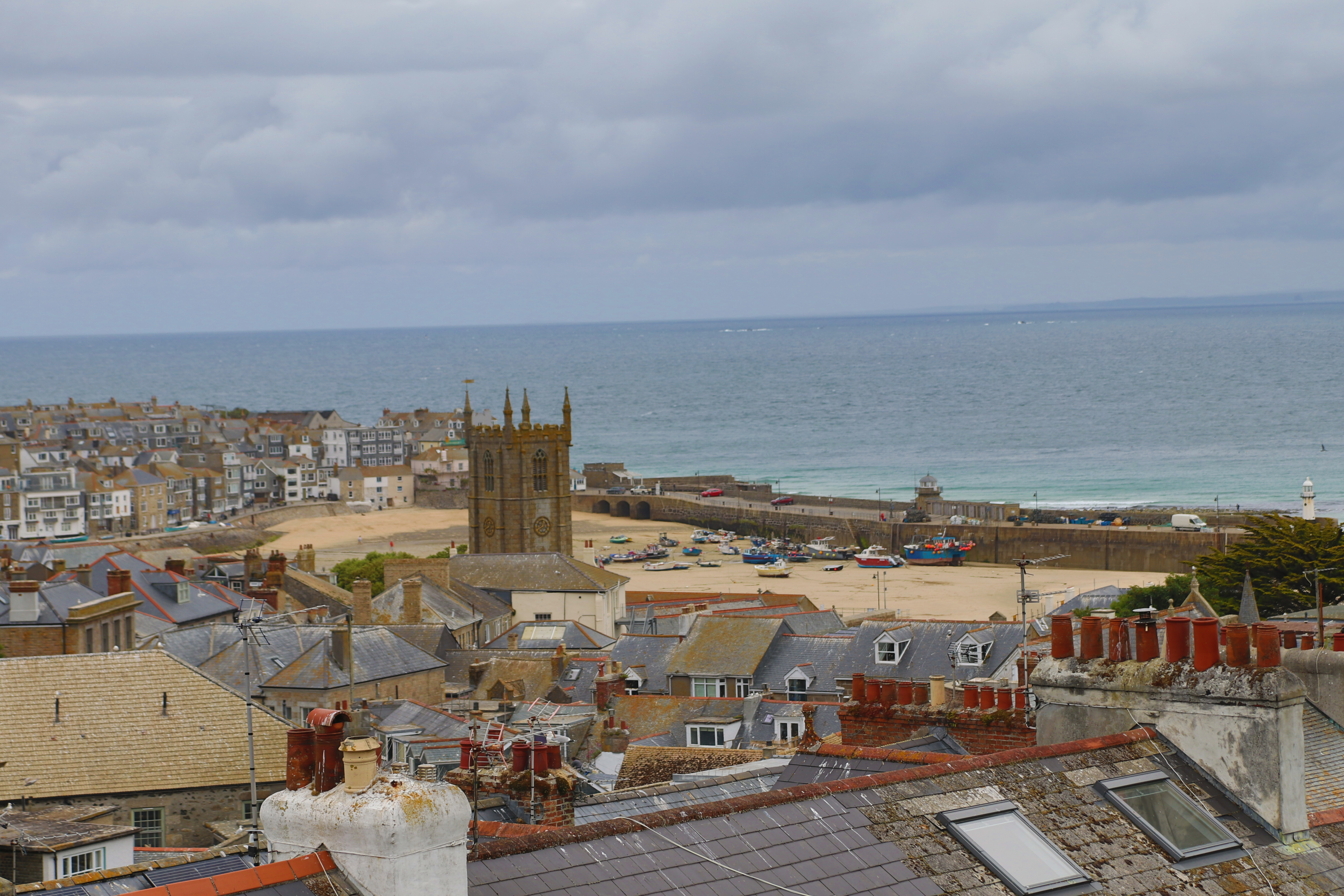
St Ives Cornwall

St Ives (em córnico:  Porthia, “Enseada da Santa Ia”), é uma cidade costeira, uma paróquia civil e um porto  da Cornualha. 
A cidade está ao norte de Penzance e a oeste de Camborne, na costa do Mar Celta. No passado era uma cidade dependente da pesca. O declínio da atividade pesqueira, por sua vez, levou à uma mudança na balança comercial e a cidade de se tornou um resort de férias, chegando a levar o prêmio de melhor cidade costeira do Reino Unido no British Travel Awards em 2010 e 2011.
St Ives foi incorporado por Carta Régia em 1639. A cidade tornou-se um reduto de vários artistas. Foi nomeada como a melhor cidade do litoral galês em 2007 pelo The Guardian.
Não confundir com a vila de St Ive, uma vila no sudeste de Cornualha.

## História
A origem da cidade é atribuída À lenda sobre a chegada da santa irlandesa à região, Ia da Cornualha, no século V da era comum. Acredita-se que Ia era uma princesa irlandesa, irmã de Erc de Slane e tornou-se mártir e evangelista da igreja entre os séculos V e VI na região da Cornualha. Acredita-se que a pousada The Sloop Inn, que fica no cais e onde também havia um pub de pescadores, date de 1312, o que a torna uma das pousadas mais antigas da Cornualha.
A cidade foi palco de uma atrocidade durante a Revolta do Livro de Oração de 1549. O marechal inglês Anthony Kingston esteve em St Ives e convidou o burgomestre John Payne, para almoçar em uma estalagem. Antes, ele pedira que John instalasse uma forca do lado de fora, enquanto almoçassem. Em seguida, o burgomestre e o marechal caminharam até à forca e Kingston o ordenou a colocar o pescoço na corda. Ele foi enforcado por ter se mostrado um "rebelde".
Durante a Guerra Anglo-Espanhola, em 1597, dois navios espanhóis, um barco e uma pinaça se encaminharam para St Ive buscando abrigo quando uma tempestade dispersou a frota espanhola. Eles foram capturados pelo navio inglês Warspite, comandado por Sir Walter Raleigh, que também fora danificado pela tempestade. As informações dadas pelos prisioneiros foram vitais para se conhecer os objetivos da frota espanhola.

## Pesca
Desde a Idade Média que a pesca era importante para a cidade. Foi um dos mais importantes portos da costa da Cornualha. A data da construção do píer original é desconhecida, mas sabes que que a cidade já o tinha quando foi pela primeira vez referenciado pelo cronista e topógrafo William Worcester, em 1478. O pier foi reconstruído por John Smeaton entre 1766 e 1770 depois de cair em desuso. Posteriormente, ele foi prolongado. O mirante octogonal com cúpula pertence ao projeto original de Smeaton.
A. K. Hamilton Jenkin escreveu como os pescadores da cidade reservavam o domingo religiosamente como dia de descanso. St Ives era um porto de pesca bastante agitado e a pesca com rede era o método usual de pesca. A rede de cerco era realizada por um conjunto de três barcos de tamanhos diferentes, os dois maiores carregando redes de cerco de tamanhos diferentes. O número total de tripulantes era entre dezessete ou dezoito. No entanto, isso chegou ao fim em 1924.
Na década de 1747-1756, o número total de sardinhas despachadas dos quatro principais portos da Cornualha de Falmouth, Fowey Penzance e St Ives tinha uma média de 30.000 barris anualmente (um total de 900 milhões de peixes). Capturas muito maiores foram feitas em 1790 e 1796. Em 1847, as exportações de sardinhas da Cornualha totalizaram 40.883 barris ou 122 milhões de peixes, enquanto o maior número já feito em uma rede de cerco foi 5.600 barris em St Ives, em 1868. A maior parte da produção foi exportada para a Itália: por exemplo, em 1830, 6400 barris foram enviados para os portos do Mediterrâneo. De 1829 a 1838, a média anual desse comércio era de 9000 barris. Depois que a temporada de cavala da primavera terminava, a frota pesqueira seguia para o norte. Em julho de 1882, noventa barcos e seiscentos homens estavam envolvidos na pesca de arenque escocês.
Ainda que a pesca comercial esteja bastante reduzida, o porto ainda está em uso, muitas vezes para passeios de barco de lazer, pesca turística e passeios de um dia às colônias de focas próximas nas Carrack Rocks e em outros locais ao longo da costa. Recentemente, uma classe de barcos de pesca vitorianos exclusivos de St Ives, conhecida como "jumbo", foi replicada pelo construtor de barcos Jonny Nance para comemorar a herança marítima da cidade. Os jumbos de hoje são operados pela St Ives Jumbo Association.